# Гайдук, Сергей Анатольевич
Сергей Анатольевич Гайдук (род. 25 июля 1963, Днепропетровск, УССР, СССР) — советский и украинский военачальник, командующий Военно-морскими силами Украины (7 марта 2014 — 15 апреля 2016)(и. о. 2 — 7 марта 2014), вице-адмирал (2014).

## Биография
В 1985 году окончил ЧВВМУ имени П. С. Нахимова. Офицерскую службу в составе ВМФ Вооружённых Сил СССР проходил на различных должностях на Северном флоте.
После распада СССР в начале 1990-х годов вернулся в Севастополь с семьёй и продолжил военную службу в составе украинского флота. Занимал должности начальника службы противолодочной борьбы штаба ВМС Украины, начальника Центра поисковых и аварийно-спасательных работ — начальника поисково-спасательной службы ВМС ВС Украины, первого заместителя начальника штаба Военно-Морских Сил Вооружённых сил Украины .
В январе 2007 года руководил операцией по отбуксированию судна «Одиск» под флагом Сьерра-Леоне с опасным грузом из порта Ялты и предотвращения экологической катастрофы. Награждён почётной грамотой Президиума Верховой Рады Автономной Республики Крым.
2 марта 2014 года назначен исполняющим обязанности командующего ВМС ВС Украины. С 7 марта 2014 года — командующий Военно-Морских Сил Вооружённых Сил Украины.
19 марта 2014 года Сергей Гайдук был задержан сотрудниками ФСБ России в здании штаба военно-морских сил Украины в Крыму по обвинению в том, что он транслировал в воинские части Украины «пришедший из Киева приказ применить оружие в отношении мирных граждан». Перед этим штаб ВМС Украины в Севастополе захватили митингующие жители Севастополя. В тот же день вечером министр обороны РФ Сергей Шойгу обратился к властям в Крыму с просьбой отпустить Гайдука, поскольку он был вынужден выполнять приказы руководства вооружённых сил Украины. 20 марта утром он был освобождён в районе села Чонгар у блокпостов на границе между Крымом и Херсонской областью Украины.

#### Увольнение с должности Командующего ВМС ВСУ и дальнейшая деятельность
23 августа 2014 года присвоено воинское звание вице-адмирала.
15 апреля 2016 года указом президента Украины Петром Порошенко уволен с должности командующего Военно-Морскими Силами Украины (указ Президента № 161 от 15.04.2016). На следующий день президент прокомментировал своё решение в социальной сети Facebook: «Принимая во внимание позицию волонтеров и общественности, а также учитывая системные недостатки в выполнении служебных обязанностей и низкий авторитет среди служебного состава, принял решение освободить Сергея Гайдука с должности командующего ВМС ВСУ». С апреля 2016 года зачислен в распоряжение Министра обороны Украины (приказ Министра обороны Украины от 18.04.2016 № 328).
В сентябре 2017 года зачислен в аспирантуру Национальной академии государственного управления при Президенте Украины для подготовки соискателей высшего образования степени доктора философии по специальности «Публичное управление и администрирование» (приказ от 28.09.2017 № 700-ос).
В октябре 2017 года уволен из рядов ВС Украины в запас в связи с проведением организационных мероприятий (приказ Министра обороны Украины от 02.10.2017 № 691).
В декабре 2017 года получил Свидетельство об определении уровня владения английским языком в соответствии со стандартом НАТО STANAG 6001 уровень - 2222 (Свидетельство КИМ № 002822 от 28.12.2017).
В феврале 2018 года избран председателем Общественной организации «Ассоциация ветеранов ВМС Украины».

## Награды
- Медаль «За военную службу Украине» (20 августа 2003 года) — «за значительный личный вклад в социально-экономическое и культурное развитие Украины, образцовое выполнение служебного долга, весомые достижения в профессиональной и общественной деятельности»[16]
- Награда Министерства обороны Украины «Знак почёта» (24 августа 2007 года) — «за значительный личный вклад в дело перестройки, развития и обеспечения жизнедеятельности ВС, образцовое выполнение воинского долга, высокий профессионализм, и по случаю 16-й годовщины Независимости Украины»[17]
- Медаль 70 лет ВС СССР 1988 год. Указ Президиума Верховного Совета СССР от 28 января 1988 года